# Alquézar
Alquézar (Alquezra en aragonais) est une municipalité de la comarque de Somontano de Barbastro, dans la province de Huesca, dans la communauté autonome d'Aragon en Espagne.

## Toponymie
Alquézar vient de l'arabe al-qasr, le château. Lequel qasr vient lui-même du latin castra (camp retranché).

## Géographie
Alquézar est situé dans la Sierra de guara sur le Río Vero dans le Parc naturel de la Sierra et des gorges de Guara à 120 km au nord-est de Saragosse.

## Tourisme
Alquézar appartient à l'association Les Plus Beaux Villages d'Espagne.
La localité obtient en 2022 le label Meilleurs villages touristiques de l'Organisation mondiale du tourisme.

## Lieux et monuments
- La descente en canyoning du Río Vero finit généralement en contrebas de la commune.
- Fort d'Alquézar
- Collégiale d’Alquézar

## Galerie

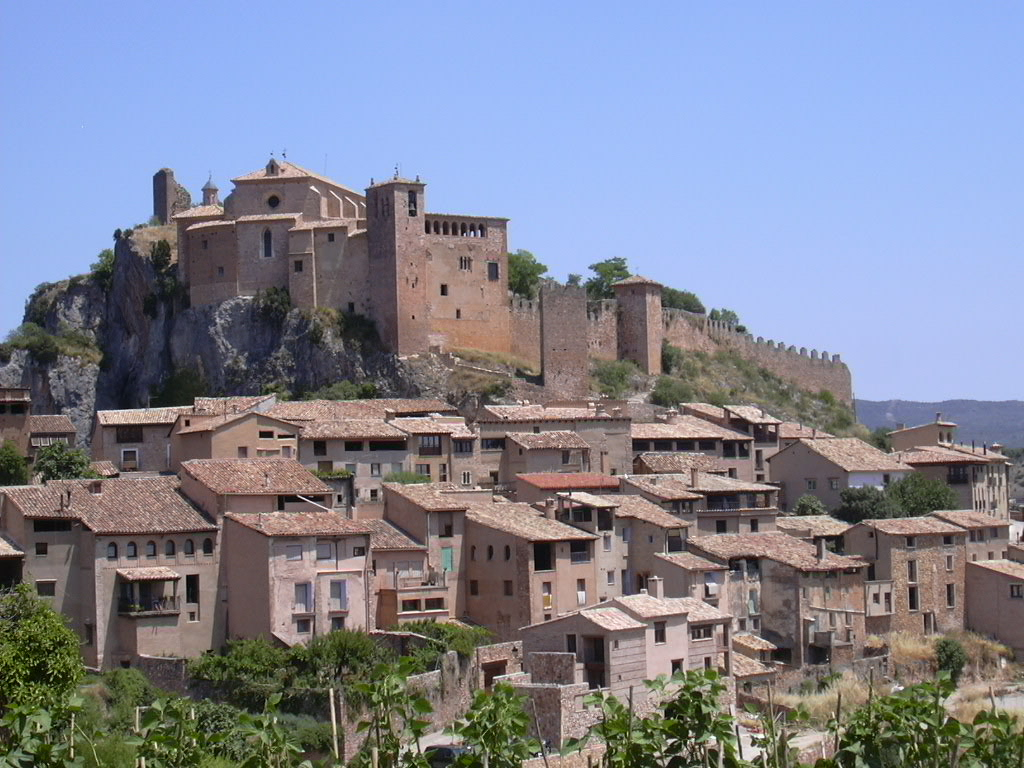
Vue générale.
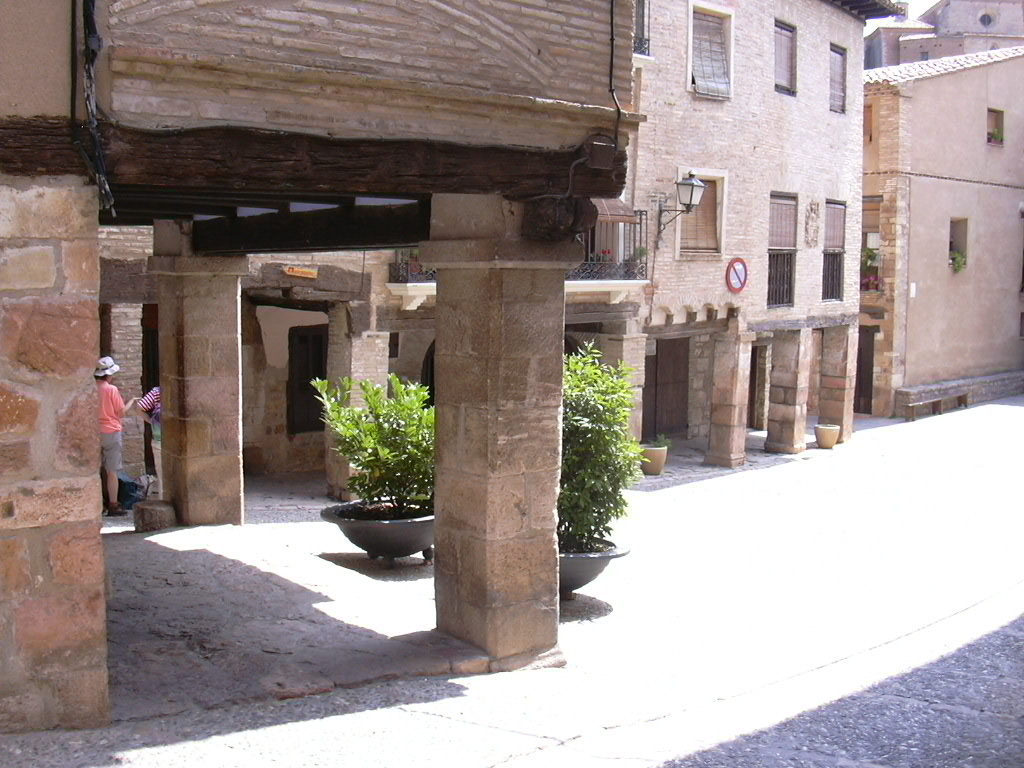
Plaza mayor.
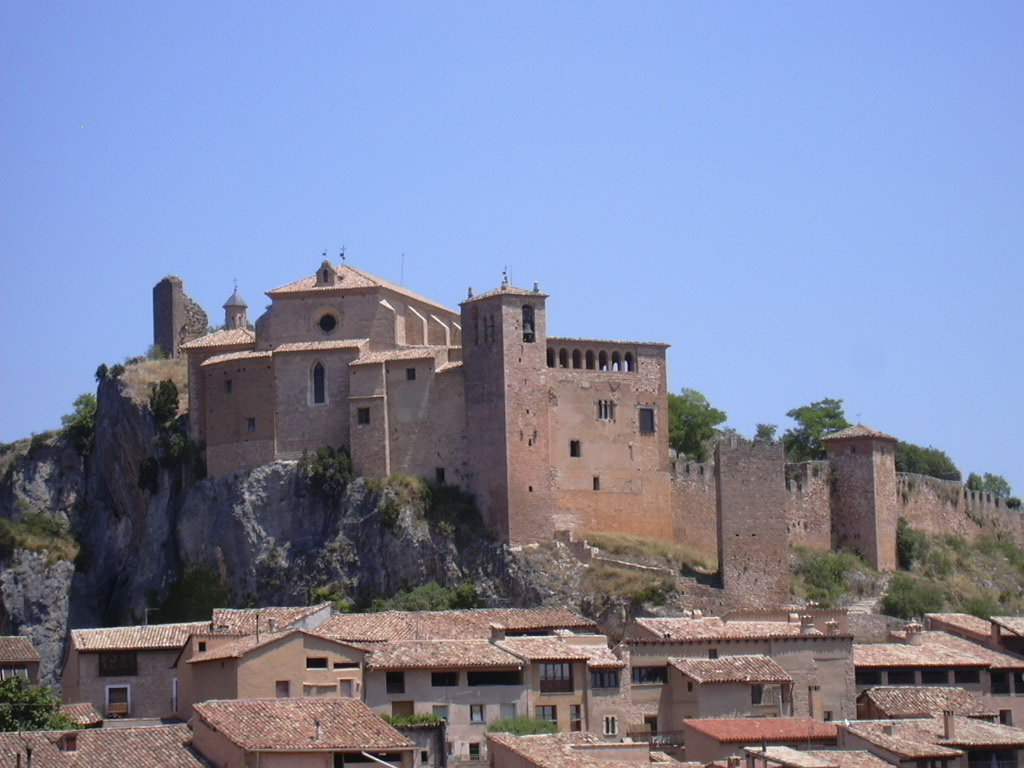
Collégiale.
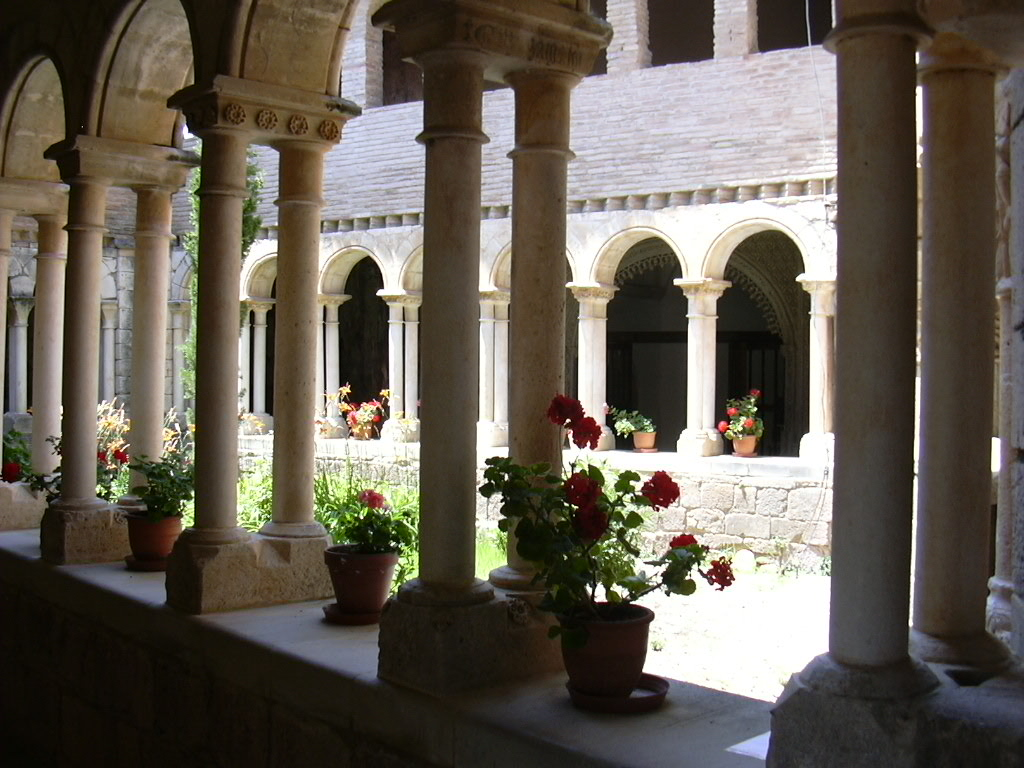
Cloître de la collégiale.
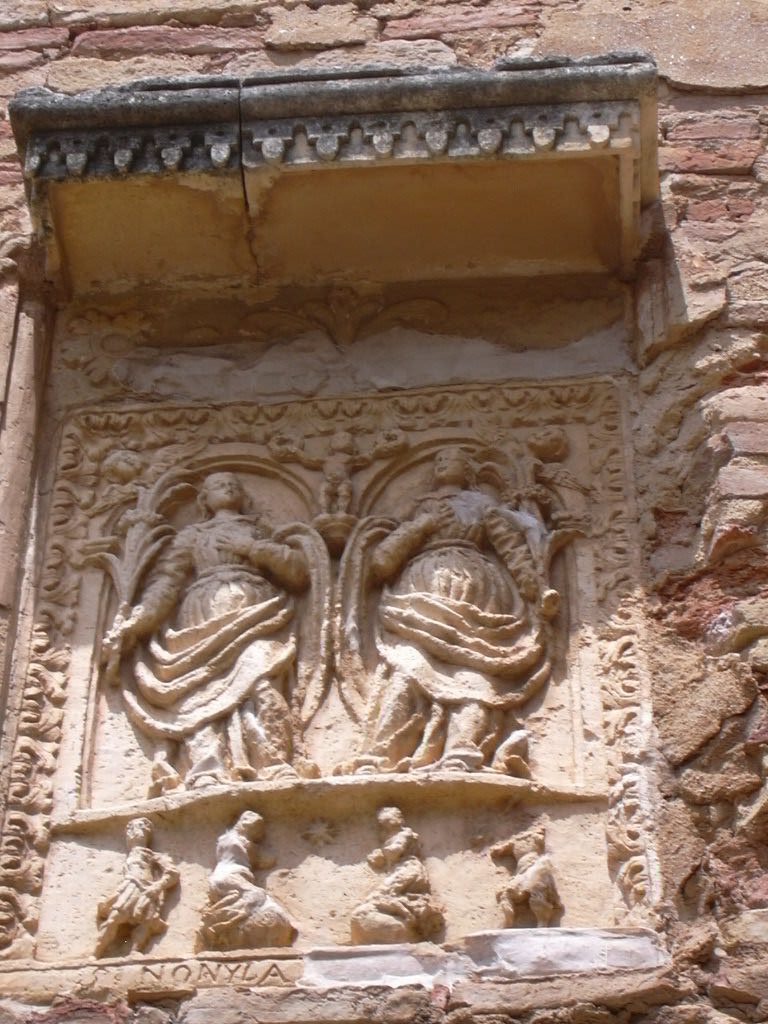
Saintes Nunilo et Alodia, relief à l’entrée de la Collégiale.
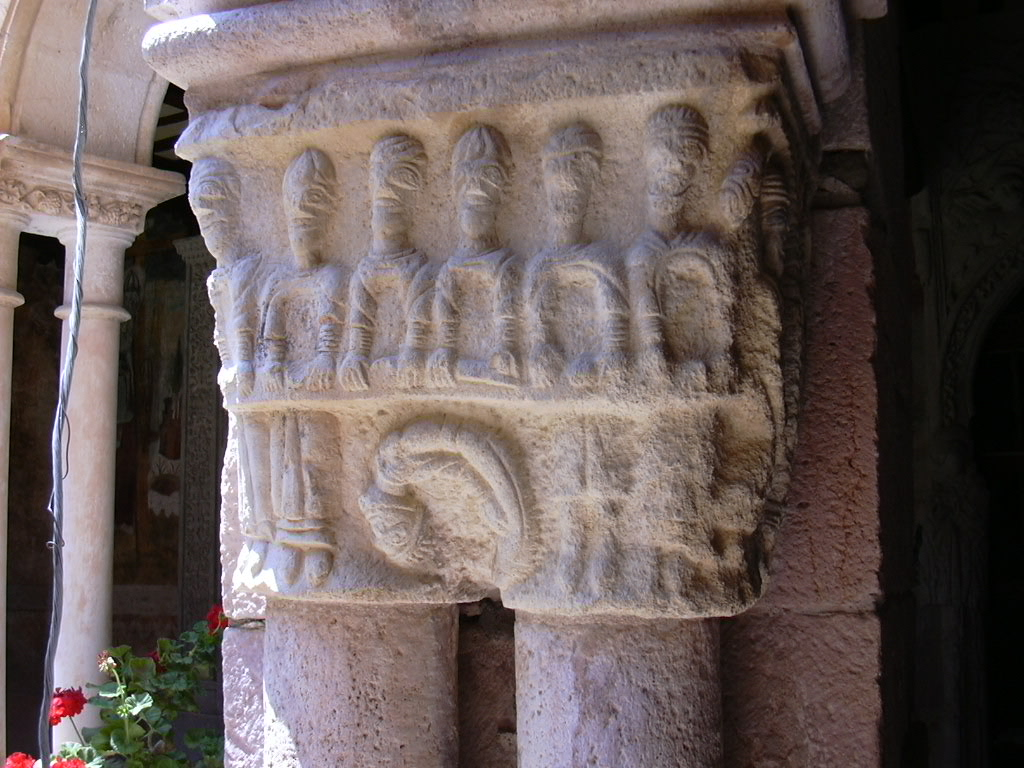
Chapiteau roman : danse de Salomé.
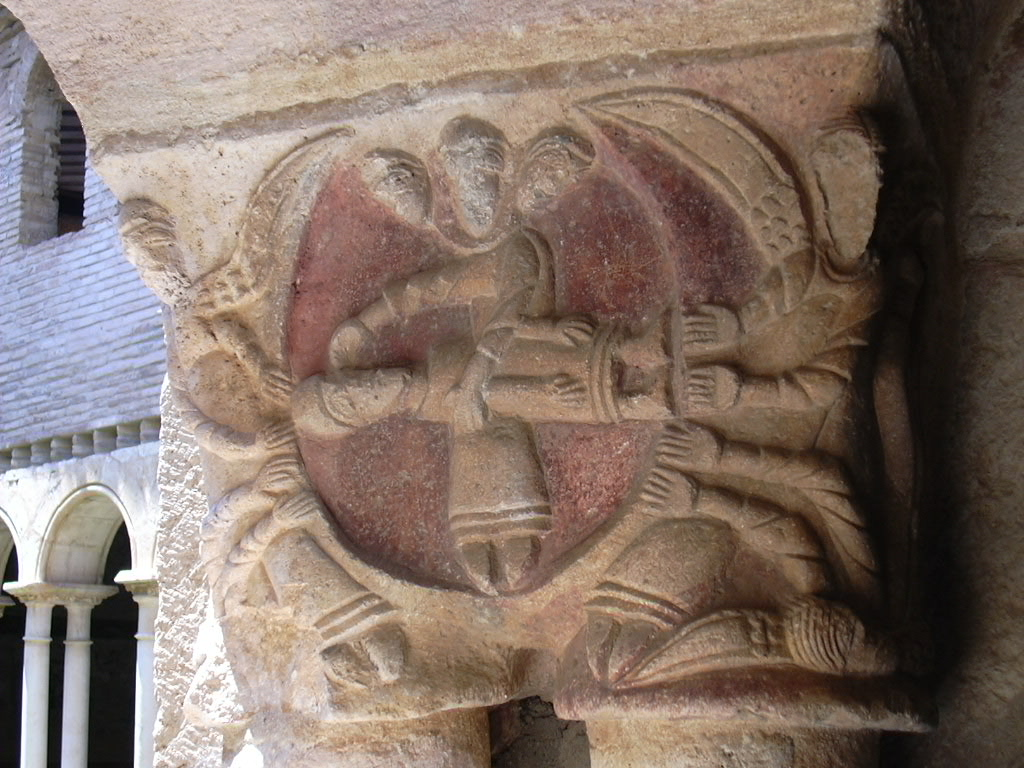
Chapiteau roman.